# Саркисян, Эмма Тиграновна
Эмма Тиграновна Саркисян (род. 23 мая 1935, Воронеж) — оперная певица (меццо-сопрано), Народная артистка России (2001), профессор Российской академии театрального искусства (ГИТИС).

## Биография
Родилась в Воронеже в семье музыканта. В 1960 году окончила Московскую государственную консерваторию им. П.И. Чайковского (класс проф. А.Л. Доливо).
По окончании консерватории была принята в оперную труппу Московского академического музыкального театра имени К.С. Станиславского и Вл.И. Немировича-Данченко, где исполняла ведущие партии, такие как: Ольга ("Евгений Онегин" П. Чайковского), Розина ("Севильский цирюльник" Дж. Россини), Кармен ("Кармен" Ж. Бизе).
В 1961 году стала лауреатом Международного конкурса вокалистов имени Дж.Энеску, завоевав первую премию).
Участие в постановке "Кармен", на которую был приглашен известный немецкий режиссёр Вальтер Фельзенштейн, сделало её звездой. Фельзенштейн продолжил свое сотрудничество с Эммой Саркисян, и она повторила свой успех в этой партии на сцене берлинской Комише опер.
С 1991 г., со дня основания Новой оперы, Эмма Саркисян начала работать в этом театре.
Здесь в её репертуар вошли следующие партии:
Наина ("Руслан и Людмила" М. Глинки)
Няня ("Демон" А. Рубинштейна)
Няня ("Евгений Онегин" П. Чайковского)
Графиня ("Пиковая дама" П. Чайковского, режиссёр Юрий Любимов)
Мамка Ксении ("Борис Годунов" М. Мусоргского)
Бобылиха ("Снегурочка" Н. Римского-Корсакова)
Клотильда ("Норма" В. Беллини)
Джованна ("Риголетто" Дж. Верди)
Лючия ("Сельская честь" П. Масканьи)
Свинья ("Кошкин дом" П. Вальдгардта)
Также она принимает участие в спектакле-дивертисменте "Россини".
Певица много гастролировала в России и за рубежом с сольными концертами, в её концертных программах - произведения Р. Шумана, М. де Фальи, Э. Гранадоса, П. Чайковского, С. Рахманинова, а также старинные русские романсы.
В 2007 г. приняла участие в Зальцбургском фестивале, исполнив партию Няни ("Евгений Онегин", дирижёр Даниэль Баренбойм). В 2008 г. спела партию Бурыйи ("Енуфа" Л. Яначека) в Национальном театре Мангейма.
Эмма Саркисян принимала участие в записях на радио опер "Кармен" и "Евгений Онегин", а также арий и романсов. Вышло два её виниловых диска:
с записями вокального цикла "Любовь и жизнь женщины" Р. Шумана "Испанских песен" М. де Фальи.
Среди партий
Дорабэлла («Все они таковы» Моцарта)
Перикола («Перикола» Оффенбаха)
Варвара («Безродный зять» Хренникова)
Зойка («Ценою жизни» Николаева)
Сонетка («Катерина Измайлова» Шостаковича)
Участвовала в спектаклях «Кармен» на сцене «Комише опер» в Берлине (1974-1978).
С 17 февраля 2007 постоянно принимает участие в постановке Дмитрия Чернякова оперы "Евгений Онегин" П. Чайковского в партии Няни на сцене Моск. Большого театра (дирижёр-постановщик - Александр Ведерников).

## Награды и признание
- Заслуженный артист РСФСР (1970)
- профессор Российской академии театрального искусства (ГИТИС)
- Народная артистка России (2001)
- 1-я премия на Международном конкурсе вокалистов им. Дж. Энеску (1961, Бухарест)
- Лауреат международного вокального конкурса "Пражская весна" (1959, диплом I степени)